# Into My Arms
Into My Arms — песня, написанная Ником Кейвом и выпущенная как первый сингл десятого студийного альбома The Boatman's Call (1997) группы Nick Cave and the Bad Seeds. Музыкальное видео для песни также было записано.

## История создания
Песня написана в форме любовной баллады, с участием клавишных и акустического баса как сольных инструментов. Музыкальный журналист и критик Тоби Кресуэлл включил Into My Arms в свою книгу 1001 песня: Величайшие Песни Всех Времён, и Артисты, Истории и Затаённые Секреты, где он приписывал меланхоличный текст песни разрыву долгих отношений Кейва и Вивьен Карнейро и его последующим краткосрочным отношениям с Пи Джей Харви. В лекции Кейва «The Secret Life of the Love Song» в Академии изобразительных искусств (Вена) он причисляет эту песню к тем, которыми гордится больше всего.
Кейв исполнял эту песню на похоронах своего друга Майкла Хатченса, но попросил отключить камеры, записывающие церемонию, пока он выступал.

## Список композиций
UK CD single (Mute Records, CD MUTE 192)
1. Into My Arms — 4:15
2. Little Empty Boat — 4:25
3. Right Now I’m A-Roaming — 4:21

UK 7" single (Mute Records, MUTE 192)
1. Into My Arms — 4:15
2. Little Empty Boat — 4:25

## Клип
Клип на песню был снят британским режиссёром Джонатаном Глэйзером. В интервью DVD The Work of Director Jonathan Glazer, Ник Кейв похвалил видео, как хорошо спродюсированное, но сказал, что депрессивность видео отвергает меланхоличный оптимизм, который Кейв намеревался вложить в песню.